# James Ives
James Ives detto Clay (Bancroft, 5 settembre 1972) è un ex slittinista canadese naturalizzato statunitense.

## Biografia
Esordì in Coppa del Mondo nella stagione 1993/94, gareggiando sia nel singolo sia nel doppio per la nazionale canadese; a causa della mancanza di fondi da parte della propria federazione nazionale dalla stagione 1998/99 scelse di gareggiare sotto la bandiera statunitense. Conquistò il primo ed unico podio il 27 gennaio 2002 nel doppio a Winterberg (2°) in coppia con Christopher Thorpe.
Prese parte a tre edizioni dei Giochi olimpici invernali: a Lillehammer 1994 giunse ventesimo nel singolo ed ottavo nel doppio, a Nagano 1998 concluse al quindicesimo posto nel singolo ed a Salt Lake City 2002, in quella che fu la sua ultima gara a livello internazionale, vinse la medaglia di bronzo nel doppio.

## Palmarès

### Olimpiadi
- 1 medaglia:
  - 1 bronzo (doppio a Salt Lake City 2002).

### Coppa del Mondo
Miglior piazzamento in classifica generale nel doppio: 9° nel 2000/01 e nel 2001/02.
- 1 podio (nel doppio):
  - 1 secondo posto.